# Volume 3 (álbum de Altos Louvores)
Volume 3, também conhecido como Para Onde Vão As Aves, é o terceiro álbum de estúdio do grupo brasileiro Altos Louvores, lançado pela gravadora Desperta Brasil em 1988.
Em 2019, foi eleito o 72º melhor álbum da década de 1980 em lista publicada pelo portal Super Gospel.

## Faixas
1. Para Onde Vão As Aves
2. Presença
3. Erros & Plano
4. Cante Irmão
5. Encontro
6. Serenata Para Deus
7. Ao Natural
8. Mistérios Cósmicos

## Ficha Técnica
- Arranjos: Grupo Altos Louvores
- Teclados (Yamaha DX7; Roland JXBP; Korg Poly-800; Korg DSS-1; Ensoniq-1): Edvaldo Novais
- Guitarra Ibanez: Eli Miranda
- Violão (Ovation/Takamine): Eli Miranda / Edvaldo Novais
- Baixo Squier Fender Jazz Bass: Sérgio Lopes
- Bateria acústica e eletrônica (Simmons): Fernando Henrique
- Percussão: Edvaldo Novais / Eli Miranda / Diogenes
- Sax (Participação Especial): Samuel Lima
- Bateria acústica (Participação Especial): Andre Medeiros
- Studio: Master RJ 16 Canais
- Técnico de mixagem: Marcos Benenci (Marquinhos)
- Assistente de Mixagem: Edvaldo Novais
- Operador de som em palco: Edvaldo Rezende
- Produção musical: Edvaldo Novais
- Concepção visual: Alcy Tostes
- Produção executiva: Anesio Sarmento
- Gravadora: Desperta Brasil
- Mixado em digital :Verão de 1988